# Marathon de Berlin 2006
Navigation
Édition précédente Édition suivante
Le Marathon de Berlin de 2006 est la 33e édition du Marathon de Berlin, en Allemagne, qui a eu lieu le dimanche 24 septembre 2006. C'est le troisième des World Marathon Majors à avoir lieu en 2006 après le Marathon de Boston et le Marathon de Londres. L'Éthiopien Haile Gebrselassie remporte la course masculine avec un temps de 2 h 5 min 56 s Sa compatriote Gete Wami s'impose chez les femmes en 2 h 21 min 34 s.

## Résultats

### Hommes
| Rang | Athlète            | Nationalité  | Temps   |
| ---- | ------------------ | ------------ | ------- |
|      | Haile Gebrselassie | Éthiopie     | 2:05.56 |
|      | Gudisa Shentema    | Éthiopie     | 2:10.43 |
|      | Kurao Umeki        | Japon        | 2:13.43 |
| 4    | Terefe Yae         | Éthiopie     | 2:15.05 |
| 5    | Ahmed Ezzobayry    | France       | 2:15.29 |
| 6    | Driss El Himer     | France       | 2:16.44 |
| 7    | Ombeche Mokamba    | Kenya        | 2:17.34 |
| 8    | Jackson Koech      | Kenya        | 2:17.42 |
| 9    | Abel Kirui         | Kenya        | 2:17.47 |
| 10   | Donatien Buzzinggo | Burkina Faso | 2:19.25 |

### Femmes
| Rang | Athlète           | Nationalité | Temps   |
| ---- | ----------------- | ----------- | ------- |
|      | Gete Wami         | Éthiopie    | 2:21.34 |
|      | Salina Kosgei     | Kenya       | 2:23.22 |
|      | Monica Drybulska  | Pologne     | 2:30.12 |
| 4    | Asha Gigi         | Éthiopie    | 2:32.32 |
| 5    | Marcia Narloch    | Brésil      | 2:35.28 |
| 6    | Mélanie Kraus     | Allemagne   | 2:35.37 |
| 7    | Shitaye Gemechu   | Éthiopie    | 2:35.56 |
| 8    | Zekiros Adanech   | Éthiopie    | 2:36.48 |
| 9    | Mounia Aboulahcen | Belgique    | 2:38.55 |
| 10   | Alem Ashebir      | Éthiopie    | 2:41.27 |

### Fauteuils roulants (hommes)
| Rang | Athlète | Nationalité | Temps |
| ---- | ------- | ----------- | ----- |
|      |         |             |       |
|      |         |             |       |
|      |         |             |       |

### Fauteuils roulants (femmes)
| Rang | Athlète | Nationalité | Temps |
| ---- | ------- | ----------- | ----- |
|      |         |             |       |
|      |         |             |       |
|      |         |             |       |